# Corbarieu

Corbarieu este o comună în departamentul Tarn-et-Garonne din sudul Franței. În 2009 avea o populație de 1.621 de locuitori.

## Evoluția populației
| An        | 1975 | 1982  | 1990  | 1999  | 2006  | 2009  |
| --------- | ---- | ----- | ----- | ----- | ----- | ----- |
| Populație | 973  | 1.054 | 1.209 | 1.288 | 1.335 | 1.621 |